# Elimar Freiherr von Fürstenberg
Elimar Fürstenberg (27 de maio de 1910 – 10 de julho de 1981) foi um político alemão da União Social Cristã na Baviera (CSU) e ex-membro do Bundestag alemão.

## Vida
Nas eleições federais de 1949, foi eleito directamente para o Bundestag alemão pelo Partido da Baviera no distrito eleitoral de Landshut com 32,9% dos votos, e permaneceu membro do Bundestag até 1953. Em 19 de janeiro de 1951 ingressou na CSU.

## Literatura
Herbst, Ludolf; Jahn, Bruno (2002).  Vierhaus, ed. Biographisches Handbuch der Mitglieder des Deutschen Bundestages. 1949–2002 (em alemão). München: De Gruyter - De Gruyter Saur. 1715 páginas. ISBN 978-3-11-184511-1